# Arlette Dorgère
Arlette Dorgère (Paris, 8 de junho de 1880 — Mônaco, 20 de junho de 1965), pseudônimo de Anna Mathilde Irma Jouve, foi uma atriz, dançarina e cantora francesa da Belle Époque, ilustrou centenas de postais.
Dorgère foi parceira do bailarino brasileiro Duque, e junto a ele ilustrou a capa da publicação do maxixe "Amapá", de autoria de Costa Júnior (ali sob o pseudônimo de Juca Storoni), publicado na França pela Salabert e em Nova Iorque pela Chappell & Co., em 1913; Duque a seguir fez parceria com Gaby Deslys e, após excursões pela Europa e América, além de se apresentarem a reis e governantes, transformaram o maxixe na dança da moda.
Em 1958 se casou com Louis Charles Joseph Théophile Margerie.

## Imagens

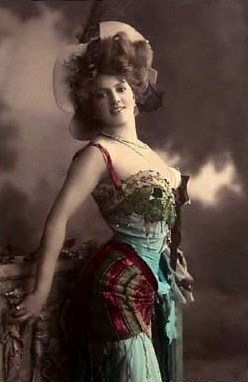
Postal por Léopold-Émile Reutlinger
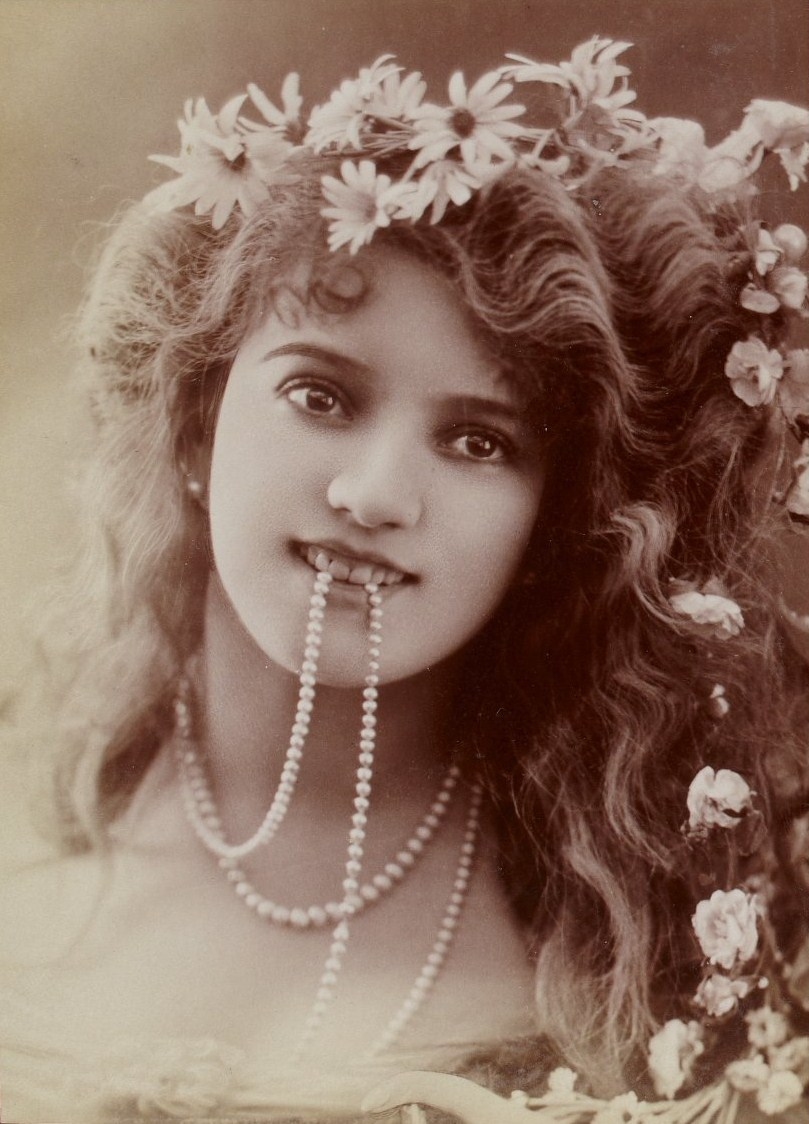
Retrato, por Reutlinger
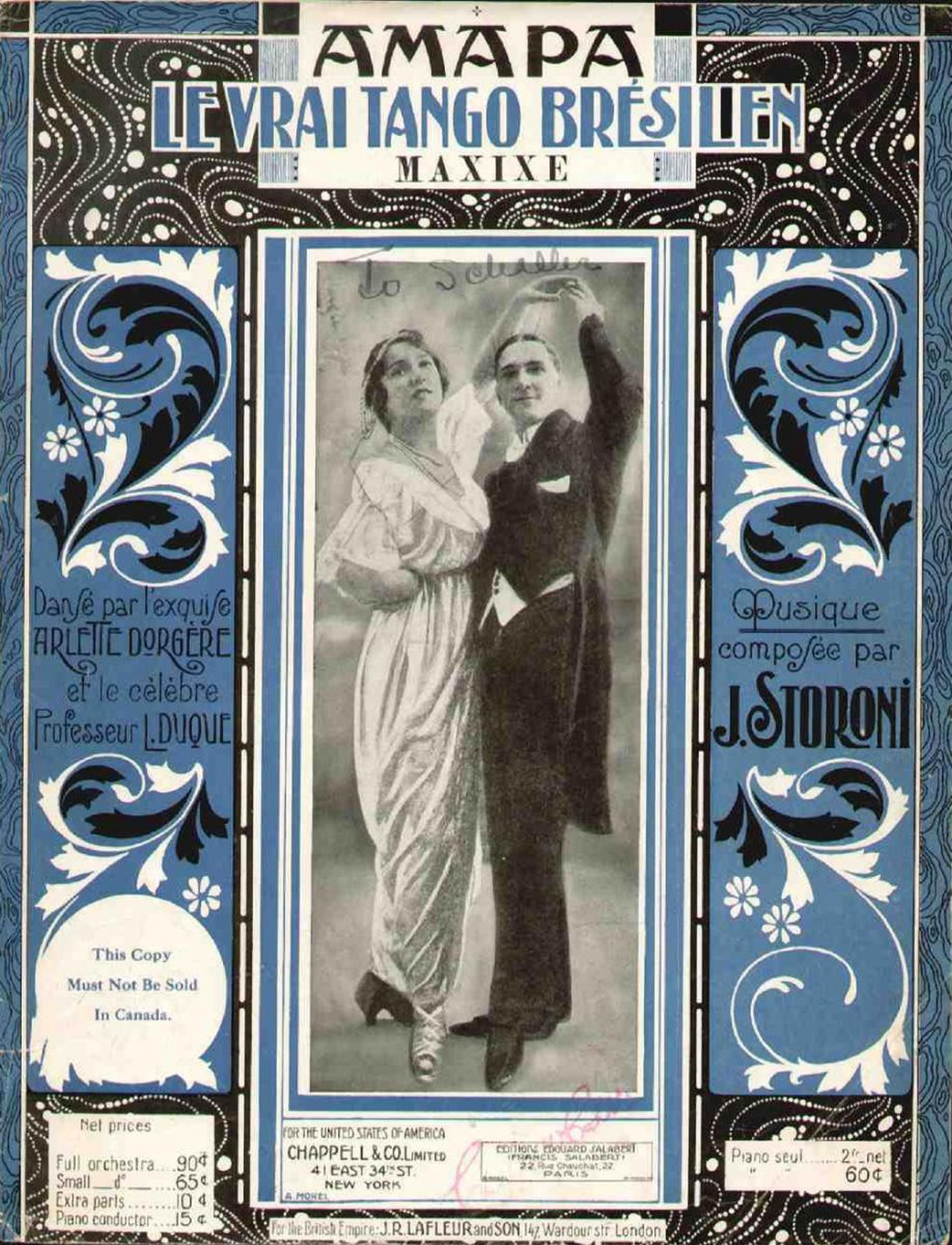
Com Duque, 1913
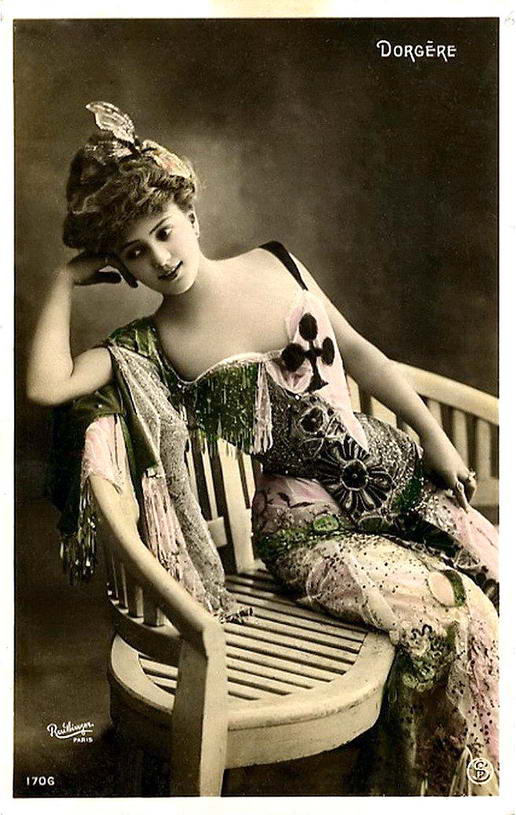
Postal
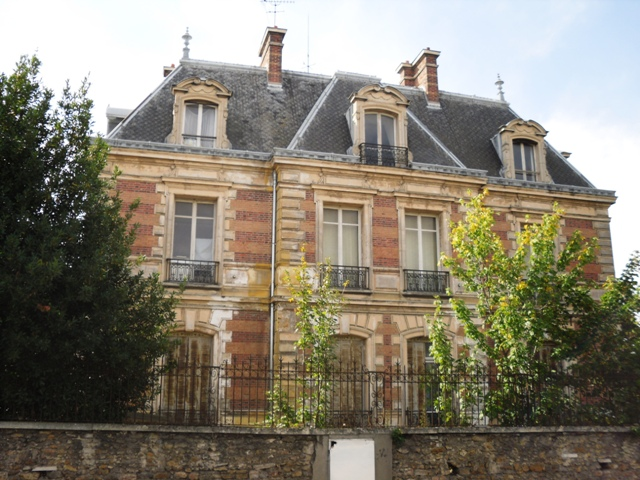
O Chateau Dorgère, em Vigneux-sur-Seine